# After.Life
After.Life es una película de Suspenso protagonizada por Liam Neeson, Justin Long y Christina Ricci y dirigida por Agnieszka Wojtowicz-Vosloo. La película se estrenó en cines el 9 de abril de 2009.

## Argumento
Eliot Deacon (Liam Neeson) es el dueño de una casa funeraria quien suele hablarle gentilmente a los cadáveres mientras los prepara para su entierro. Anna Taylor (Christina RIcci), una maestra de escuela, conoce a Eliot cuando asiste al funeral de su profesor de piano. Esa noche, Anna mantiene una discusión con su novio, Paul (Justin Long) en un restaurante, y abandona la mesa. Ella conduce en un estado de nerviosismo y sufre un accidente de tránsito. 
Se despierta y descubre que está en una mesa de embalsamamiento en la casa funeraria, y ve a Eliot cortándole la ropa y diciéndole que ella ha fallecido. Le dice a Anna que tiene un don, el de poder escuchar a los muertos. Eliot posee una colección de fotografías de gente muerta a las que él ha ayudado a "hacer la transición". Eliot le inyecta regularmente a Anna una droga -ficticia- llamada hidrato de bromidio para "relajar los músculos y prevenir el rigor mortis".
Paul llega a la funeraria y pide ver el cuerpo de Anna, pero Eliot le deniega la entrada, aduciendo que él no es familiar. Anna intenta escapar en varias ocasiones, sin éxito. Eliot le dice que debe permitirse ir, alejarse de la vida y que ella nunca ha vivido plenamente en realidad. Finalmente, Anna logra huir del cuarto de embalsamamiento y encuentra un teléfono. Llama a Paul, quien no puede escucharla y corta la comunicación, pensando que es una broma. Anna comienza a creerle a Eliot cuando observa su reflejo en un espejo, el que le muestra un aspecto tétrico. Uno de los estudiantes de Anna la ve y le avisa a Paul, quien empieza a sospechar que ella está aun viva.
Jack (Chandler Canterbury), alumno de Anna, visita la casa funeraria y Eliot le dice que ambos comparten un don, el mismo que Jesús, quien levantó a Lázaro, y le ofrece enseñarle más. El niño acepta y posteriormente se lo ve enterrando a un pollito (aparentemente vivo) en una caja.
Durante las preparaciones finales para su funeral, Anna le pide a Eliot verse una última vez. Eliot le alcanza un espejo de mano y mientras se ve reflejada, Anna nota la condensación de su respiración en el espejo, acusando a Eliot de haberle mentido sobre estar muerta. Eliot la inyecta una vez más y ella cae inconsciente. En el funeral, Paul le coloca un anillo de compromiso en su dedo, el cual pensaba dárselo la noche del accidente.
Luego del funeral, Paul bebe en demasía y se comporta agresivamente con Eliot, quien lo desafía a ver por sí mismo si Anna sigue viva, y le dice que "no queda mucho tiempo". Mientras tanto, Anna se despierta por el ruido de las palas tirando tierra sobre su ataúd. Ella grita y rasguña la tela de satín de su ataúd. Paul conduce rápidamente hacia el cementerio bajo la influencia del alcohol. Luego se los ve abrazados y Anna le dice a Paul que siempre lo ha amado. Paul escucha un sonido extraño y le pregunta a Anna qué es, a lo que ella le responde que el ruido de los guantes y las tijeras de Eliot preparando su cuerpo. Enseguida aparece en el cuarto de embalsamamiento, con Eliot preparando su cuerpo como lo hizo anteriormente con el de Anna. Eliot le explica que nunca llegó al cementerio, falleciendo en un accidente en el camino. Paul intenta decirle que está vivo y Eliot le inserta un trocar de embalsamamiento en el torso.

## Reparto
| Actor/Actriz                         | Personaje                                                               |
| ------------------------------------ | ----------------------------------------------------------------------- |
| Liam Neeson                          | Eliot Deane                                                             |
| Christina Ricci                      | Anna Taylor                                                             |
| Laurel Bryce                         | Anna Taylor niña, en un sueño                                           |
| Justin Long                          | Paul Coleman                                                            |
| Josh Charles                         | Tom Peterson, jefe de policía amigo de Paul                             |
| Celia Weston                         | Beatrice Taylor, madre de Anna                                          |
| Chandler Canterbury                  | Jack                                                                    |
| Rosemary Murphy                      | Sra. Whitehall                                                          |
| Malachy McCourt                      | Padre Graham                                                            |
| Luz Alexandra Ramos (como Luz Ramos) | Diane                                                                   |
| Shuler Hensley                       | Vincent Miller, el policía voyeur                                       |
| Alice Drummond                       | Sra. Hutton (viuda del fallecido sr. Hutton, profesor de piano de Anna) |
| Jack Rovello                         | Niño alto (de 14 años)                                                  |
| Mark Heskin                          | Hermano muerto del oficial Miller                                       |